# Anacampsinae
Az Anacampsinae (magyar neve nincs) a valódi lepkék (Glossata) alrendjébe tartozó sarlós ajkú molyfélék (Gelechiidea) családjának egyik alcsaládja.

## Elterjedésük, fajaik
A fajok többsége trópusi; Magyarországon egy sem él.

## Rendszertani felosztásuk
Az alcsalád nemzetségekre bontása nem egyértelmű. Egyes rendszerek ide sorolják a Brachmia nemet, és számára egy, mindössze ezt az egy nemet tartalmazó nemzetséget különítenek el Brachmiini néven. Mi a FUNET rendszerének 2013-as állapotát és Pastorális (2011) beosztását követve ezt a nemet a Dichomeridinae alcsaládban szerepeltetjük.
Az alcsaládban két nemzetséget és mindkettőben több nemet különítünk el:
1. Anacampsini nemzetség legalább húsz nemmel:
- Acanthophila
- Anacampsis
- Aproaerema
- Battaristis
- Brachyacma
- Compsolechia
- Crossobela
- Holophysis
- Iwaruna
- Leucogoniella
- Mesophleps
- Octonodula
- Palumbina
- Prolita
- Sophronia
- Stomopteryx
- Strobisia
- Syncopacma
- Thyrsostoma
- Untomia